# باويل باريلسكي
باويل باريليسكي (بالإنجليزية: Paweł Barylski)‏ (ولد في 20 سبتمبر 1975) هو مدرب كرة قدم بولندي. يشغل منصب المدرب المساعد، وقد تولى تدريب شليزك فروتسواف مؤقتًا في ثلاث مناسبات. يعمل حاليًا كمدرب مساعد لنادي تشروبري غلوغوف في الدوري البولندي الدرجة الأولى.

## المسيرة
لعب باريليسكي لصالح نادي MKS Łodzianka، لكنه اعتزل في سن الرابعة والعشرين بعد أن أدرك أنه ليس بمستوى يسمح له بمسيرة احترافية في كرة القدم. بعد اعتزاله، تولى باريليسكي مناصب تدريبية مع فريق الشباب في نادي Lotnik Wrocław وفريق الاحتياط في نادي Gawina Królewska Wola. في عام 2010، أصبح باريليسكي مدربًا مؤقتًا لنادي شليزك فروتسواف، ثم تولى منصب المدرب المساعد تحت قيادة أورست لينتشيك بعد تعيينه. بعد إقالة لينتشيك عام 2012، أصبح باريليسكي المدرب المؤقت مرة أخرى. وبعد أن كان ضمن الطاقم الفني، عاد باريليسكي مجددًا كمدرب مساعد مع المدرب المعين حديثًا تاديوش بافلوفسكي.
في عام 2016، انضم باريليسكي إلى الطاقم الفني لنادي مييدز ليغنيتسا لمدة موسم، حيث عمل مساعدًا للمدرب ريشارد تاراسيفيتش. وبعد إقالة تاراسيفيتش من مييدز، عاد باريليسكي مرة أخرى إلى شليزك فروتسواف في عام 2018، ليعمل مع بافلوفسكي للمرة الثانية. وبعد إقالة بافلوفسكي من شليزك، أصبح باريليسكي المدرب المؤقت للمرة الثالثة.